# Parsons (Kansas)
Parsons es una ciudad ubicada en el condado de Labette en el estado estadounidense de Kansas. En el año 2010 tenía una población de 10500 habitantes y una densidad poblacional de 391,79 personas por km².

## Geografía
Parsons se encuentra ubicada en las coordenadas 37°20′21″N 95°16′11″O / 37.33917, -95.26972 (37.339070, -95.269747).

## Demografía
Según la Oficina del Censo en 2000 los ingresos medios por hogar en la localidad eran de $28,345 y los ingresos medios por familia eran $36,557. Los hombres tenían unos ingresos medios de $28,667 frente a los $21,558 para las mujeres. La renta per cápita para la localidad era de $15,763. Alrededor del 14.6% de la población estaban por debajo del umbral de pobreza.